# Замок Данстанборо

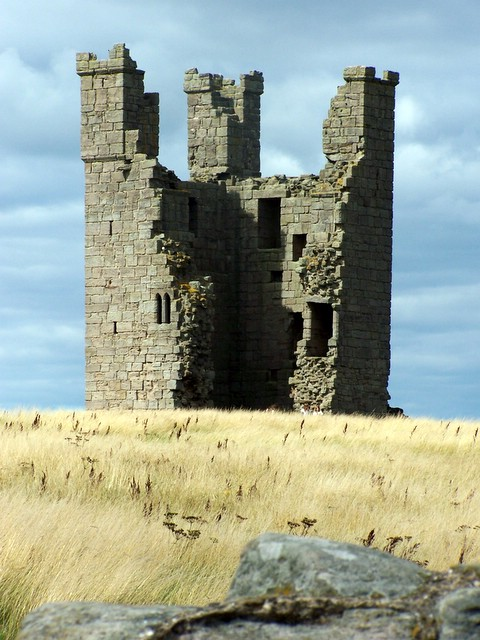
Руины замка

Замок Данстанборо (англ. Dunstanburgh Castle) расположен на севере Англии в графстве Нортумберленд недалеко от южных границ Шотландии.

## История замка
Этот когда-то самый большой в графстве замок был построен в 1313—1325 годах и первоначально принадлежал графу Томасу Ланкастеру, племяннику короля Эдуарда II.
Данстанборо стоит вдали от дорог, и причиной такого расположения замка, вероятно, было желание Томаса уберечься как от набегов шотландцев, так и от гнева короля, с которым граф имел разногласия по поводу королевского фаворита Пьера Гавестона, графа Корнуэлльского. В итоге Томасу, который к тому же принимал участие в мятежах против короны, не удалось избежать мести короля — в 1322 году он был казнен.
В 1362 году Данстанборо перешел в собственность Иоанна Гентского, четвертого сына короля Эдуарда III, который значительно перестроил замок. Во время Войны Алой и Белой розы цитадель Ланкастеров подверглась обстрелу, в результате чего замок был разрушен.